# Főtéri ortodox templom (Brassó)
A brassói főtéri ortodox templom („katedrális”), dedikációja szerint Istenszülő elszenderedése-templom (Biserica Adormirea Maicii Domnului) a tér északkeleti oldalán, az úgynevezett Búzasoron (Kornzeile, Șirul Grâului) áll. A lópiaci görög templomból kiszorított belvárosi ortodox románok 1833-ban emeltek kápolnát ezen a helyen, Constantin Boghici kereskedő kertjében, amelynek a város határozata értelmében nem nyílhatott bejárata a Főtérről. A mai templom Brus szász építész tervei szerint épült fel 1895 és 1896 között. A tulajdonképpeni templomba az utcafronti épületen átvezető folyosón keresztül nyílik bejárás.

## Története
Az 1781-es türelmi rendelet életbelépésével a görögkeleti (ortodox) vallású belvárosi polgárok engedélyt kaptak egy templom létesítésére a várfalakon belül. Az úgynevezett Szentháromság görög templom 1787–1788 között épült fel a Lópiac utcában a görög kompánia számára, mely egy heterogén etnikai hátterű kereskedőtársulat volt (görögökön kívül románok, macedónok, bolgárok, arománok is tagjai voltak). Ekkor 245 ortodox hívő lakott a belvárosban. A templomot egy ideig együtt használták a kompanisták és a nem-kompanista ortodox románok, a miséket mindkét nyelven tartották. A kompanisták azonban maguknak akarták a templomot, és többször kérvényekkel fordultak a Guberniumhoz, a két közösség között pedig folyamatosak voltak a súrlódások. Az 1821-es Ipszilanti-lázadás után a görögök tömegesen menekültek Brassóba, így a kompánia megerősödött, és 1828-ban teljesen kiszorították a nem-kompanista románokat a Szentháromság-templomból.
A románok már két hónappal később, 1828 júliusában kérelmezték egy ortodox kápolna engedélyezését a főtéri Búzasoron (ekkor 62 román család lakott a várban), majd gyűjtést rendeztek és 1832-ben telket is vásároltak Constantin Boghici kereskedőtől, ahol 1833-ban felépítették az Istenszülő elszenderedésének dedikált kis kápolnát. Mivel az akkori határozatok szerint csak katolikus templomok bejárata nyílhatott a főutcákra és főterekre, a kápolnát csak hátulról, a Rózsapiac (a mai George Enescu tér) felől lehetett megközelíteni. A mellette 1835-ben létesített iskolában tanított 1836 és 1845 között George Bariț.
1866-ban az ortodoxok közötti ellentét enyhült, így Bartolomeu Baiulescu esperes közbenjárására a románok ismét a Szentháromság görög templomot használták, azonban 1887-ben a görög kompánia ismét kiüldözte őket, így a románok visszatértek az akkor már romossá vált búzasori kápolnába, majd az alsóbolgárszegi temetőkápolnába költöztek. 1894-ben a tanács jóváhagyta egy ortodox templom építését a Főtéren, a korábbi kápolna helyén, a következő évben pedig meg is kezdték az építkezést Gustav Brus szász építész tervei alapján, aki a bécsi görög Szentháromság-templomot használta modellként. Az építkezéssel 1896 őszén készültek el, a templomot 1899-ben szentelte fel Ioan Mețianu esperes. A templom előtt, a búzasori utcafronton épült fel a bizánci stílusú parókia, melynek földszintjén üzletek kaptak helyet (korábban itt állt Brassó legelső, 1786-ban épített háromszintes lakóépülete).
Első parókusa Bartolomeu Baiulescu esperes, első főgondnoka Gheorghe Nica kereskedő volt. Az 1940-es földrengés megrongálta az utcafronti parókiát, tornyát 1973-ban építették újjá.

## Leírása
A bizánci stílusú templom a házsor mögötti udvaron áll, alapterülete 27 × 12,5 méter. Három harangját a soproni Seltenhofer cég öntötte; az első Szűz Máriának, a második Aranyszájú Szent Jánosnak, a harmadik Nagy Szent Vazulnak van dedikálva. Az ikonosztázt, a szószéket, a püspöki széket, és a beltér egyéb díszítőelemeit Kupcsay János hosszúfalusi fafaragó készítette, az ikonosztáz képeit és a falfestményeket pedig Hans Bulhardt és Alexandru Vemian. A romániai műemlékek jegyzékében BV-II-a-B-11562 kód alatt szerepel.
A zsúfolt belváros közepén nyilván nem lehetett sírkertet létesíteni, a hívők ezért a várfalakon kívül, Alsóbolgárszegen (Groaveri) vásároltak egy 695 négyszögöles kertet, amelyet temetőnek neveztek ki, és a brassói románok számos nagyja nyugszik benne. Az 1876-ban épült temetőkápolnát 1954-ben parókiatemplomnak nevezték ki; ez ma a Groaveri-i ortodox templom.

## Képek

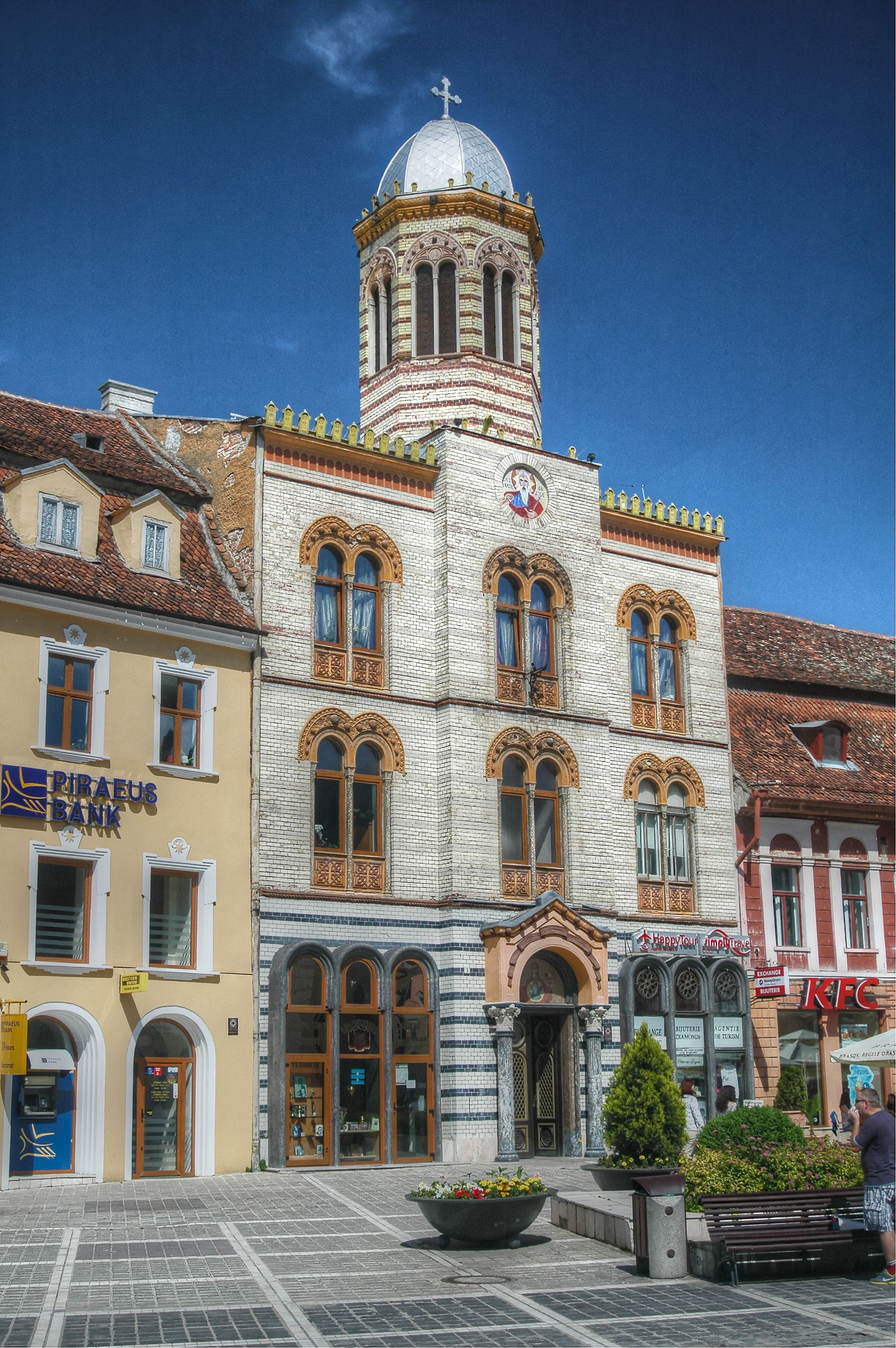
Az utcafronti épület...
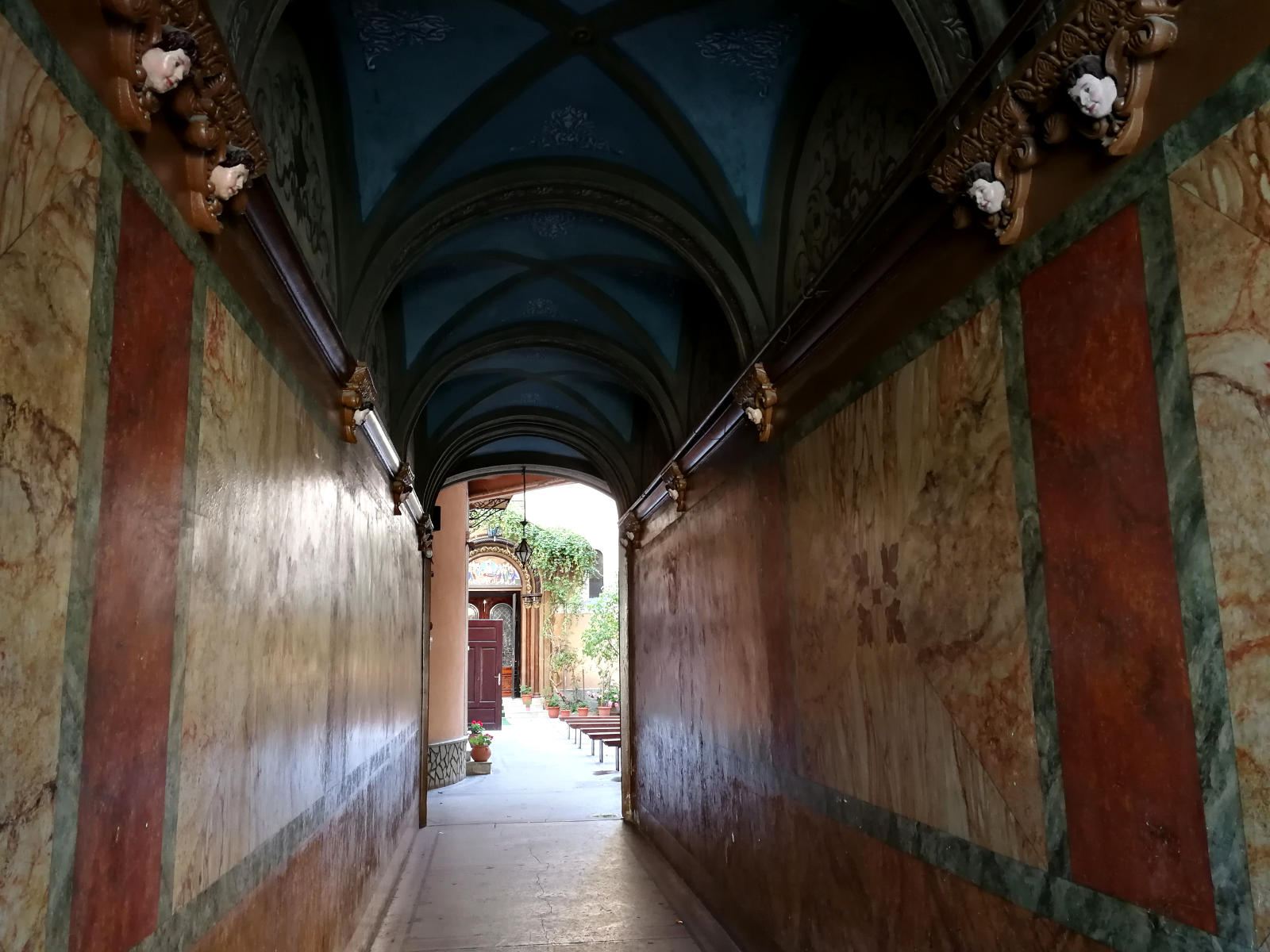
...az átjáró...
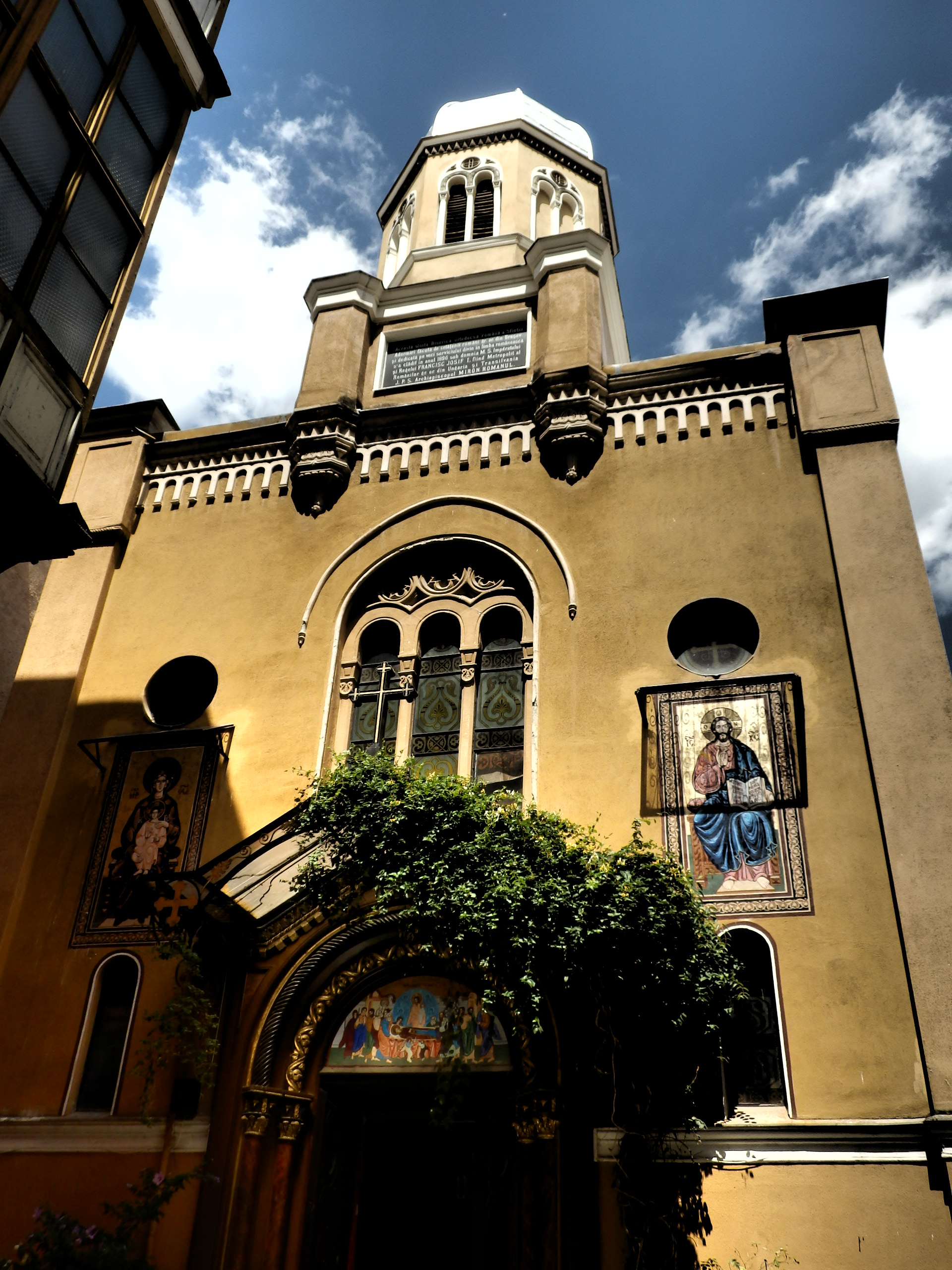
...és a templom
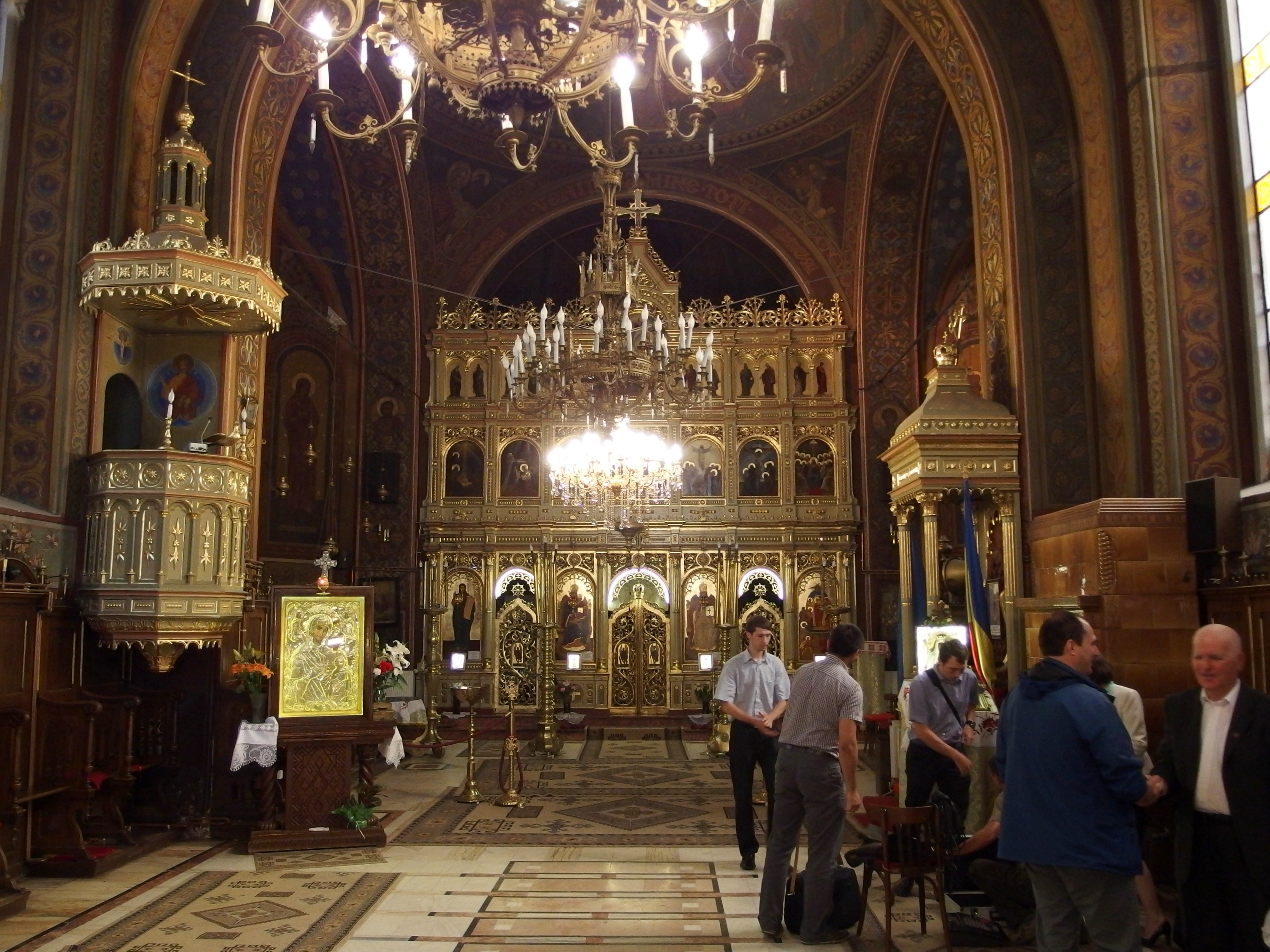
Beltere
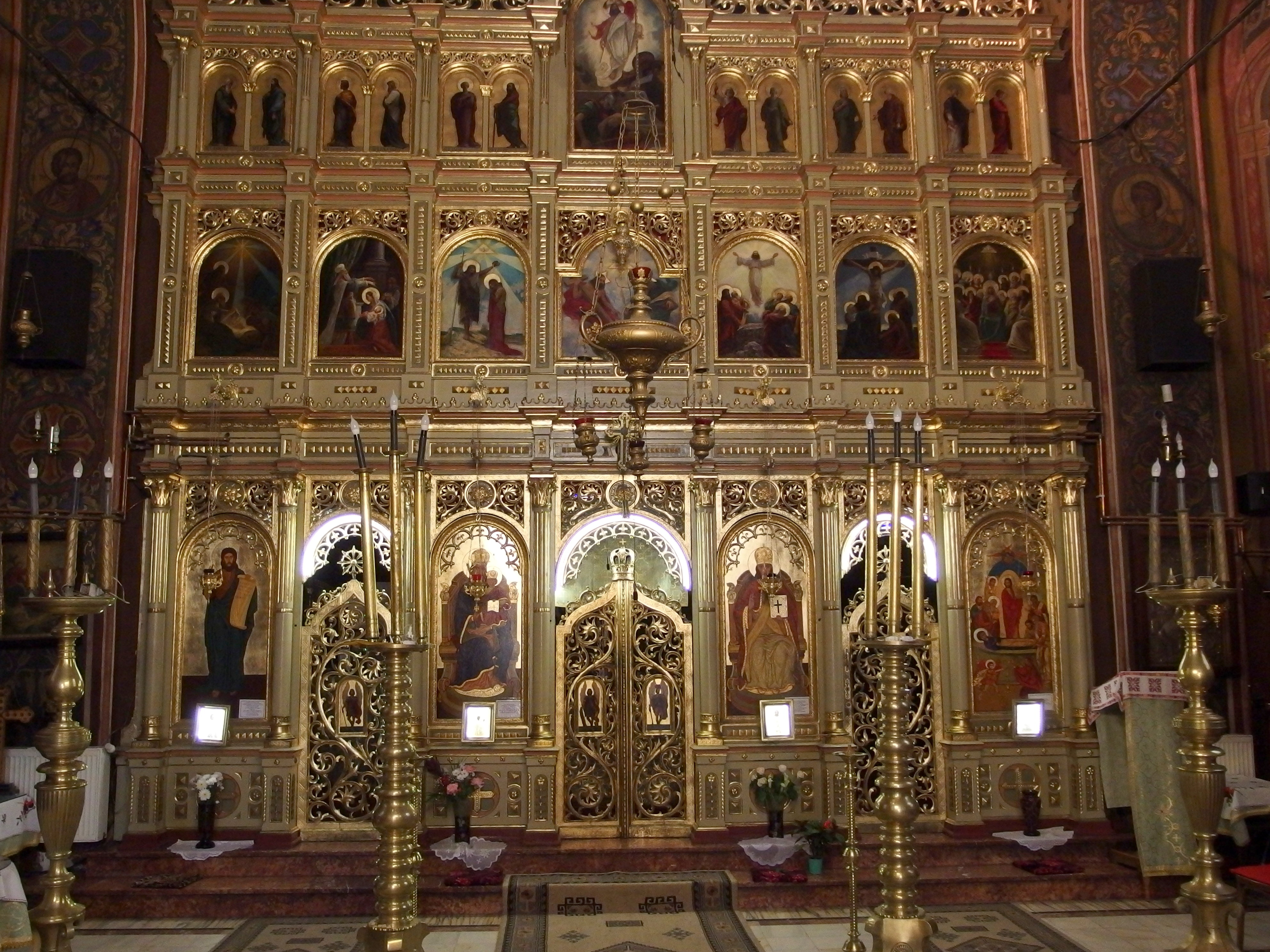
Ikonosztáza